# オリンピックチャンネル
オリンピックチャンネル（Olympic Channel）は、インターネットテレビ局。2016年8月21日に、リオデジャネイロオリンピック閉幕にあわせて開局した。

## 概要
2014年12月にモナコで行われた第127次国際オリンピック委員会（IOC）総会において採択された「オリンピック・アジェンダ2020」に基づいて開設された。スペインのOlympic Channel Services S.L.により運営される。
若者にオリンピックをアピールすることや、既存のメディアでは比較的メジャーな競技のみが扱われていることへの対策を目的としているとされる。過去の大会映像、ドキュメンタリー等のオリジナル番組、オリンピック以外のスポーツイベント等を配信している。オリジナル番組等は、公式ウェブサイト、モバイルアプリのほか、Amazon Fire TV、Android TV、Apple TV、Roku等で配信されている。
創設パートナー企業として、ブリヂストン、トヨタ、アリババグループが協賛している。

## パートナー放送局
各地の放送局等と提携して、地域版のチャンネルを立ち上げたり、各放送局・配信サービスにコンテンツを提供している場合がある。

### 日本
日本放送協会（NHK）と日本民間放送連盟（民放連）及び民放連加盟各社で構成されるジャパンコンソーシアムと協力している。

### 北米地域
アメリカでは、NBCスポーツと米国オリンピック委員会の合弁事業であるNBCオリンピックスの提携により、2017年7月15日からケーブルテレビチャンネルとして運営されている。NBCは、2022年9月に同チャンネルを閉鎖すると発表した。
カナダでは、CBCテレビジョンと提携し、2020年7月23日からストリーミングサービス「CBC Gem」での提供を行っている。

### 欧州地域
ユーロスポーツと提携し、欧州各国へのコンテンツの提供を行っている。スイス及びリヒテンシュタインでは、スイスコムと提携し、2019年から配信している。

### オーストラリア
セブン・ネットワークが運営するVOD・ストリーミングサービスの7plusと提携し、2019年から配信している

### 中国
中央広播電視総台と提携し、2021年10月からCCTV-16奥林匹克として放送されている。

### 中東・北アフリカ（MENA）地域
カタールのBeINメディア・グループと提携し、2017年から配信している

### 中南米地域
ブラジルのグルーポ・グローボと提携し、2018年8月から同社の系列の無料テレビ、有料テレビ、配信サービス等でコンテンツを提供している。また、メキシコのClaro Sportsと連携し、2019年からアルゼンチン、ボリビア、チリ、コロンビア、コスタリカ、ドミニカ共和国、エクアドル、エルサルバドル、グアテマラ、ホンジュラス、メキシコ、ニカラグア、パナマ、パラグアイ、ペルー、ウルグアイ、ベネズエラにおいて配信している

## 受賞歴
2021年のウェビー賞では、「What Moves Me」が、The Webby Award 及び The Webby People's Voice Awardを受賞し、「Mariah: A Boxer's Dream」及び「Inspired by sport」が The Webby Awardを受賞した。2024年のウェビー賞では、「Ornella: knocking down social prejudices pursuing her Olympic dream」がThe Webby Awardを受賞した。
2023年の第44回スポーツ・エミー賞の長編ドキュメンタリー部門に、Netflixと共同制作した「リディームチーム: 王座奪還への道」が選ばれた。